# Præceptiv
Præceptiv betyder ufravigelig og er et begreb, der oftest anvendes om bestemmelser i love inden for privatrettens område. Præceptiv er antonym til deklaratorisk,
En præceptiv lovbestemmelse er gældende, selvom de berørte parter indbyrdes har lavet en anden aftale. Man kan således ikke på forhånd give afkald på de rettigheder, man måtte have i henhold til bestemmelsen.
Formålet med en præceptiv lovbestemmelse kan være at varetage almindelige samfundshensyn, f.eks. hensynet til den fri konkurrence, eller at sikre den svagere part i en aftale visse mindsterettigheder. Det kan eksempelvis i et ansættelsesforhold være mellem en lønmodtager og en arbejdsgiver. Sidstnævnte bestemmelser siges at være beskyttelsespræceptive. En beskyttelsespræceptiv bestemmelse kan kun fraviges, såfremt den svage part stilles bedre end foreskrevet i loven.

## Deklaratorisk
Et antonym til præceptiv er deklaratorisk, der betyder fravigelig. En deklaratorisk lovregel kan fraviges ved aftale; fx er købelovens regler om handelskøb deklaratoriske; det følger af købeloven § 1.